# Siim Roops
Siim Roops (Tartu, 4 marzo 1986) è un calciatore estone, difensore dell'Otepää.

## Carriera

### Club
Roops cominciò la carriera con la maglia del Tammeka Tartu. Giocò poi per il Flora Tallinn, per il Tulevik Viljandi e ancora per il Tammeka Tartu. Nel 2012, passò ai norvegesi del Jerv. Nel 2014, tornò in patria per giocare nel Santos Tartu.

### Nazionale
Conta una presenza per l'Estonia, collezionata nel 2007.